# FC St. Pauli
Pour les articles homonymes, voir Pauli (homonymie).
Cet article concerne le football masculin du FC St. Pauli. Pour le rugby à XV, voir FC St. Pauli Rugby.
Maillots
Actualités
Le FC St. Pauli (forme abrégée de Fußball-Club Sankt Pauli von 1910 e. V. en allemand) est un club omnisports allemand fondé le 15 mai 1910 et basé à Hambourg (plus particulièrement dans le quartier du même nom). Son équipe de football évolue en Bundesliga pour la saison 2024-2025.
Le club dispose également d'une section rugby à XV, dont les équipes masculine et féminine participent à la 1. Bundesliga (depuis la saison 2016-2017 pour l'équipe masculine).
Selon le statut du club et le règlement du stade, le FC Sankt Pauli est un club sportif antifasciste et antiraciste. De 2002 à 2010, le club est présidé par Corny Littmann, personnage atypique de la ville qui contribue au sauvetage du club et démissionne à la suite de sa remontée dans l'élite.

## Histoire

### Fondation du club
Le 15 mai 1910, une section football est créée au sein du Hamburg-St. Pauli Turnverein 1862 (à l'origine un club de gymnastique). En 1924, à la suite de la séparation entre gymnastes et autres sportifs, le club est renommé FC Sankt Pauli.

### Entre-deux-guerres: laGauliga
Dans les années 1920 et 1930, le championnat d'Allemagne est organisé en Gauliga, ligues régionales au fonctionnement amateur. Les champions des différentes Gauligas disputent en une phase finale d'après-saison le championnat d'Allemagne. En 1934-1935, puis de 1936 à 1940, le FC Sankt Pauli évolue en Gauliga 7 (Nordmark), et obtient comme meilleur classement la 4e place en 1937. De 1942 à 1945, le club est inscrit en Gauliga Hambourg, dont il termine 3e en 1945.

### Après la Seconde Guerre mondiale: l'Oberliga
Pendant les deux premières saisons après la fin de la guerre, il n'y a pas de championnat d'Allemagne. De 1945 à 1947, St. Pauli évolue en Stadtliga Hambourg, compétition qu'il remporte en 1947. St. Pauli renonce cependant à la participation au championnat de la zone d'occupation britannique.
À partir de 1947, le championnat de République fédérale d'Allemagne est organisé en cinq groupes régionaux semi-professionnels (Oberliga), dont les deux premières équipes disputent en phase finale d'après-saison le championnat d'Allemagne de l'Ouest. De 1947 à 1963, le club évolue en Oberliga Nord, dont il termine 2e à plusieurs reprises (1948, 1950, 1951, 1954). Il atteint les demi-finales de la phase finale nationale en 1948.

### À partir de 1963: laBundesliga

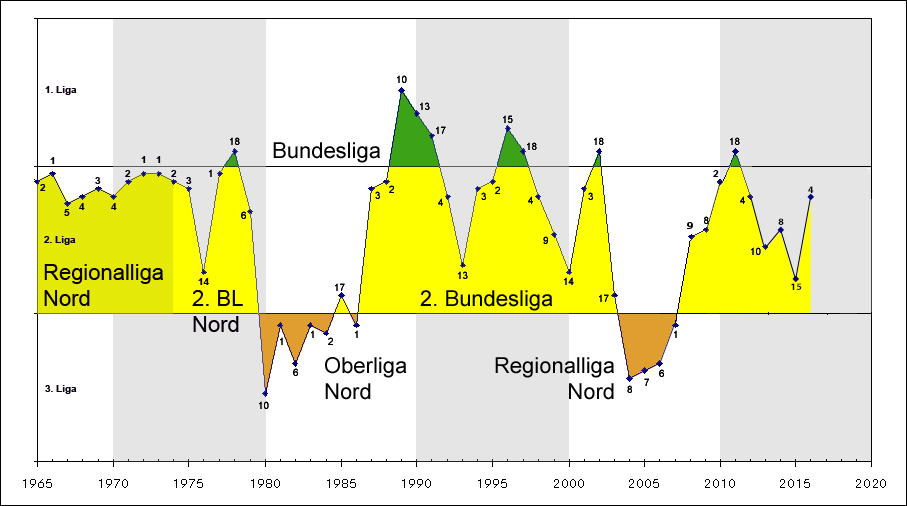
« Courbe de température »
du FC de 1965 à 2010

En 1963, un championnat professionnel à poule unique est institué. Depuis la saison 1990-1991, à la suite de la réunification allemande, il est ouvert aux clubs de l'ex-RDA. En 1977, le FC Sankt Pauli obtient sa première participation à la Bundesliga 1, qu'il termine à la 18e place, malgré une victoire à l'extérieur (2-0) contre le grand rival local, le Hambourg SV.
Lors de la saison 1988-1989, Sankt Pauli termine à la 10e place, le meilleur classement de l'histoire du club en Bundesliga. 13e la saison suivante, puis 16e en 1991, le club est relégué après barrages. Remonté en 1995, le FC est en tête du classement (pour une seule semaine) après la première journée, et termine à la 15e place. Il est relégué la saison suivante.
En 2001-2002, le club est de retour dans l'élite. Tombeur en championnat du Bayern Munich (2-1), tout juste vainqueur de la coupe intercontinentale, le club se surnomme de lui-même « Weltpokalsiegerbesieger » (« vainqueur du vainqueur de la Coupe Intercontinentale »), ce qui ne l'empêche pas d'être relégué en fin de saison et de tomber en Regionalliga Nord, troisième échelon du football allemand, un an plus tard.

### Les années 2000
À la fin de la saison 2002-2003, le FC Sankt Pauli est criblé de dettes. Menacé de déposer le bilan et de rétrogradation en D4, un collectif composé de supporters, des autres sections du club, d'entreprises locales, ainsi que de la presse de Hambourg et de quelques clubs professionnels, décide de sauver le club en lançant une campagne de financement : 120 000 chemises aux couleurs du club imprimées « Retter » ((fr) : sauveteur) sont vendues par des volontaires et quelques célébrités au prix de 15 €. Plusieurs actions, des concerts et un numéro de téléphone payant sont organisés pour aider le club à survivre. Les bénéfices de toutes ces actions se montent à 2 500 000 euros. Malgré l'importance de cette aide financière, le club reste endetté et en sursis.

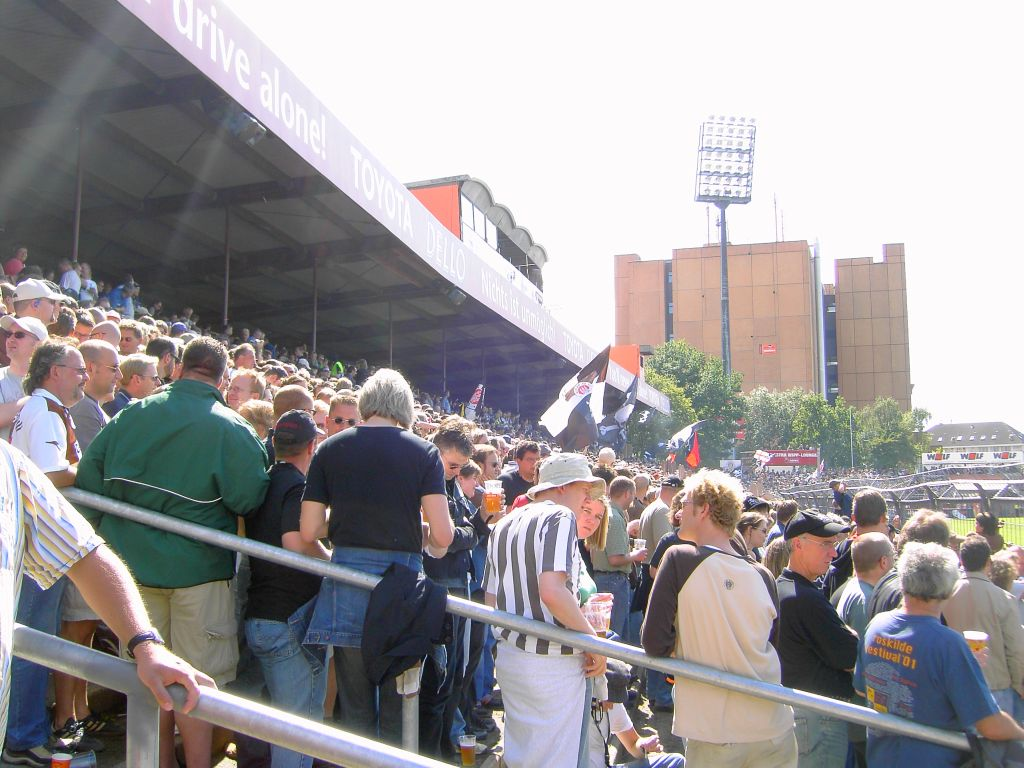
Vue sur la « Gegengerade » du stade Millerntor pendant un match de D3, août 2006.

Lors de la saison 2005-2006, le club se classe cinquième en Regionalliga Nord (D3), ratant la promotion en D2, objectif du club pour pouvoir survivre financièrement. En coupe, le FC Sankt Pauli se qualifie cependant pour la demi-finale en battant les clubs de Wacker Burghausen (D2, 3:2 a.p.), VfL Bochum (D2, 4:0), Hertha BSC Berlin (D1, 4:3 a.p.) et Werder Brême (D1, 3:1), avant d'être éliminé par le Bayern de Munich, détenteur du titre, sur le score de 3-0.
À l'issue de la saison 2006-2007, le FC Sankt Pauli est champion de Regionalliga Nord et accède à la Bundesliga 2 allemande. Le club achève ses deux premières saisons en milieu de classement (9e en 2007-2008, 8e en 2008-2009), tandis que le stade est agrandi.
En mai 2010, le club célèbre son centenaire en organisant notamment un match amical avec le Celtic. Terminant la saison de Bundesliga 2 comme dauphin, les brun-et-blanc sont promus en première division allemande, et fêtent leur montée en revêtant peu après la fin du match les maillots des équipes de première division qu'ils affronteront la saison prochaine, et en organisant une parodie de rencontre Sankt Pauli - All-Star Bundesliga.
Le retour parmi l'élite est de courte durée, le club terminant la saison 2010-2011 de Bundesliga à la 18e et dernière place, avec les pire défense et deuxième moins bonne attaque de la série. Sankt-Pauli essuie quelques cartons (5-0 à Nuremberg, 1-8 contre le Bayern), et voit l'arrêt de sa rencontre contre Schalke, après qu'un arbitre assistant a été victime d'un jet de gobelet.
Au cours de son retour en Bundesliga 2 en 2011-2012, le club échoue au goal-average dans sa course aux barrages (+25 pour +29 à Düsseldorf). Sankt Pauli enchaîne ensuite avec deux saisons médiocres (10e puis 8e place), et est même tout proche d'une relégation, finissant avec un point d'avance sur Aue, descendant. Les saisons suivantes sont irrégulières (4e, 7e, 12e, 9e), et font du FC Sankt Pauli une équipe régulière de Bundesliga 2.

## Palmarès et résultats sportifs

### Titres et trophées
| Compétitions nationales |
| --- |
| - 2. Bundesliga Nord (1) : - Champion : 1977 - 2. Bundesliga (1) : - Champion : 2024 - Vice-champion : 1988, 1995, 2010 - Troisième : 1987, 2001 - Regionalliga Nord (4) : - Champion : 1964, 1966, 1972, 1973 - Regionalliga Nord (1) : - Champion : 2007 |

### Bilan national
L'équipe de football du FC Sankt Pauli évolue au plus haut niveau national pendant 33 saisons.

## Joueurs et personnalités du club

### Présidents
| Rang | Nom                  | Période   |
| ---- | -------------------- | --------- |
| 1    | Henry Rehder         | 1924-1931 |
| 2    | Wilhelm Koch         | 1931-1945 |
| 3    | Hans Friedrichsen    | 1945-1947 |
| 4    | Max Pestorf          | 1947-1948 |
| 5    | Wilhelm Koch         | 1948-1969 |
| 6    | Ernst Schacht        | 1970-1979 |
| 7    | Wolfgang Kreikenbohm | 1979-1982 |

| Rang | Nom               | Période     |
| ---- | ----------------- | ----------- |
| 8    | Otto Paulick      | 1982-1990   |
| 9    | Heinz Weisener    | 1990-2000   |
| 10   | Reenald Koch      | 2000-2002   |
| 11   | Corny Littmann    | 2002-2010   |
| 12   | Stefan Orth       | 2010-2014   |
| 13   | Oke Göttlich (de) | depuis 2014 |

Selon les statuts, le Présidium du FC St. Pauli se compose du président et de quatre adjoints au maximum. Le président est élu sur proposition du conseil de surveillance et les vice-présidents sur proposition du candidat à la présidentielle par l'assemblée générale annuelle de l'association. Le Conseil de Surveillance décide au cas par cas si les membres du Présidium travaillent à temps plein ou sur une base bénévole (actuellement sur une base volontaire).
À partir de 1970, Wilhelm Koch avait donné son nom au stade du club. En 1997, l'assemblée générale a décidé de renommer le stade à cause de son appartenance au parti nazi allemand de l'époque 1933 à 1945. Dix ans plus tard, elle a interdit la vente du nom du stade à tout sponsor commercial.
De 2002 à 2010, le club était présidé par Corny Littmann, propriétaire et acteur d'un théâtre-cabaret (Schmidt-Theater et Schmidts Tivoli) près de la fameuse Reeperbahn à Hambourg-St. Pauli, et homosexuel revendiqué. Après avoir œuvré au désendettement du club, à la modernisation du stade et obtenue la remontée en première division, Littmann profite de la fête du centenaire du club le 19 mai 2010 pour annoncer sa démission.
L'entrepreneur musical Oke Göttlich (de) a été proposé comme président et a été élu le 16 novembre 2014. Le comité exécutif comprend également : Christiane Hollander, Carsten Höltkemeyer et Jochen Winand. Le vice-président Joachim Pawlik, qui a également été élu, a démissionné prématurément de ses fonctions à sa propre demande le 30 juin 2020. Esin Rager fera temporairement partie du Présidium à partir de juillet 2021.

### Effectif professionnel actuel
Le premier tableau liste l'effectif professionnel du FC St. Pauli pour la saison 2025-2026. Le second recense les prêts effectués par le club lors de cette même saison.
En grisé, les sélections de joueurs internationaux chez les jeunes mais n'ayant jamais été appelés aux échelons supérieurs une fois l'âge-limite dépassé ou les joueurs ayant pris leur retraite internationale.

### Joueurs emblématiques
Internationaux allemands

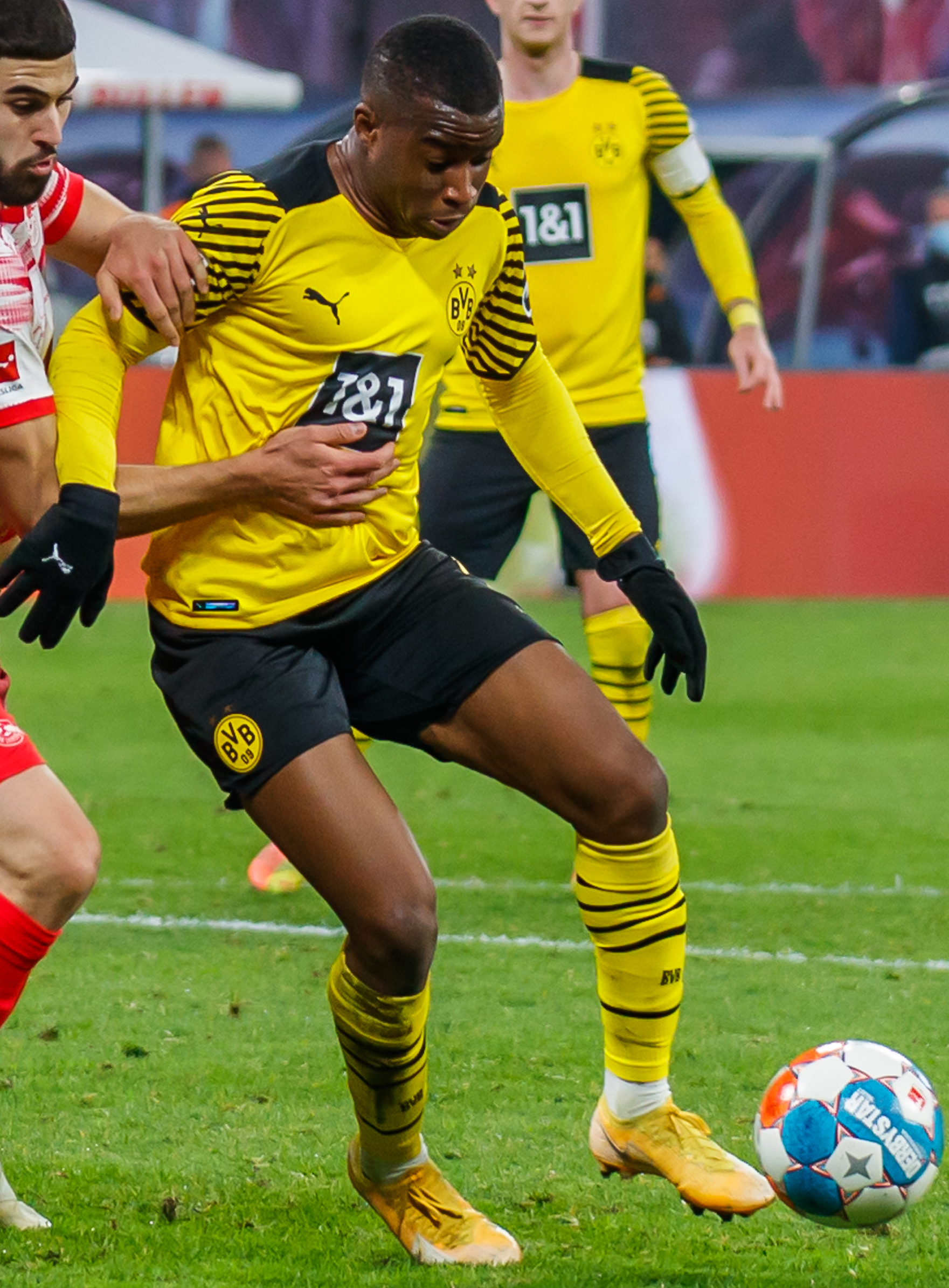
Le phénomène Youssoufa Moukoko quitte le club en 2016 et débute en Bundesliga 4 ans plus tard à 16 ans et 1 jour.

- Alfred Beck, 1 sélection (en 1954)
- Karl Miller, 12 sélections (lors de la saison 1941-1942)
- Ingo Porges, 1 sélection (en 1960)
- Christian Rahn, 5 sélections (entre 2002 et 2004)

Autres internationaux
- Zlatan Bajramović (né en 1979), milieu, international bosniaque
- Deniz Barış ou Baris (né en 1977), milieu, international turc
- Ömer Erdoğan (né en 1977), défenseur, international turc
- Cory Gibbs (né en 1980), défenseur, international américain
- Ján Kocian (né en 1958), libero, international tchécoslovaque
- Ivan Klasnić (né en 1980), attaquant, international croate
- Ivo Knoflicek (né en 1962), attaquant, international tchécoslovaque
- Nils Tune-Hansen (né en 1953), défenseur, international danois
- Kaliph Sidibé (né en 1968), défenseur, international guinéen

Autres anciens joueurs
- Walter Dzur (né en 1919), milieu
- Franz Gerber (né en 1953), meilleur buteur du club
- André Golke (né en 1964), meilleur buteur du club en 1. Bundesliga
- Horst Haecks (né en 1936), attaquant
- Alfred Hußner (né en 1950), milieu
- Volker Ippig (né en 1963), gardien
- Leonardo Manzi (né en 1969), attaquant d'origine brésilienne particulièrement apprécié des supporters
- Peter Osterhoff (né en 1937), attaquant
- Carsten Pröpper (né en 1967), meneur de jeu
- Otmar Sommerfeld (né en 1929), défenseur/milieu, recordman en Oberliga
- Harald Stender (né en 1924), milieu, 500 matches pour Sankt Pauli
- Klaus Thomforde (né en 1962), gardien, nommé la bête de but
- André Trulsen (né en 1965), défenseur solide et fidèle, recordman du club en 1. Bundesliga (177 matches), devenu entraîneur adjoint
- Rüdiger Wenzel (né en 1953), attaquant
- Harry Wunstorf (né en 1927), gardien

## Infrastructures

### Stade

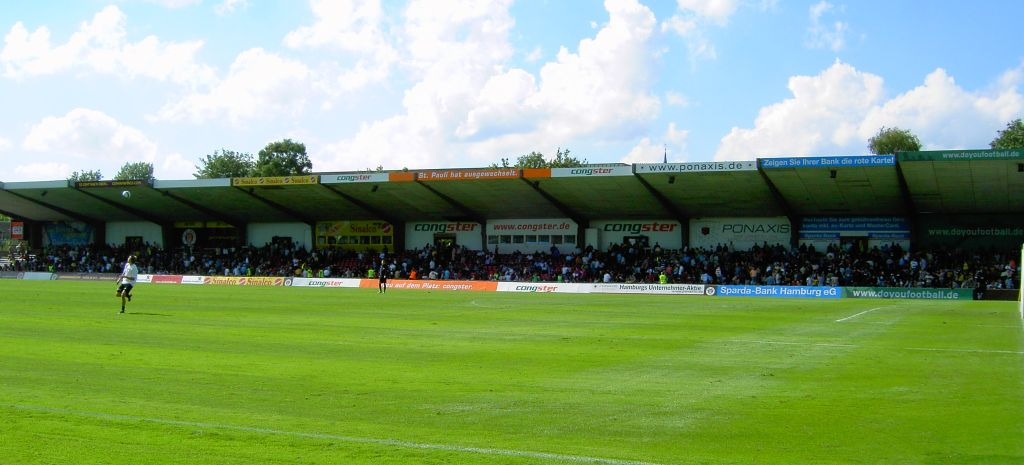
Vieille tribune officielle jusqu'à 2009

Le Millerntor-Stadion (appelé Wilhelm-Koch-Stadion de 1970 à 1997) accueille les matchs à domicile de l'équipe de football du FC Sankt Pauli. Il se situe à Hambourg, dans le quartier Sankt-Pauli et contient 27 860 places.
À partir de 2007, le stade Millerntor est progressivement agrandi : la nouvelle tribune principale et le virage sud sont reconstruits, le virage nord est surélevé d'une construction provisoire en tubes d'acier. Le 3 février 2013, la Gegengerade est inaugurée. La moitié des places du stade Millerntor reste debout, comme les supporters l'ont exigé. La capacité maximale est de 29 546 spectateurs depuis juillet 2015
Lors de la saison 2021/2022 de 2. Bundesliga, c'est en moyenne 18 000 spectateurs qui viennent assister aux matchs.

## Image et identité

### Supporters
En été 2010, 360 clubs de supporters ("Fan-Clubs") sont officiellement enregistrés, dont plusieurs dizaines à l'étranger. Ils ont créé un Conseil des porte-paroles, qui participe régulièrement aux sessions de la présidence du club.
Face à la guerre à Gaza depuis 2023 et au positionnement pro-israelien du FC St. Pauli et de ses fans locaux, des groupes internationaux se sont démarqués mettant à jour un profond désaccord.
Plusieurs de ces fanclubs ont annoncé leur dissolution, principalement à Glasgow, Bilbao ou Athènes.

### Autres sections
Le club dispose d'une section rugby à XV, dont les hommes jouent en 1. Bundesliga, tout comme l'équipe féminine. Les femmes ont gagné le championnat d'Allemagne huit fois (1995, 2000, 2001, 2003, 2005, 2006, 2007 et 2008). Plusieurs femmes jouent aussi pour l'équipe nationale féminine. Bien que le rugby en Allemagne n'ait ni l'importance ni la vigueur qu'il a dans les pays anglophones ou en France, les rugbymen et surtout les rugbywomen forment la section la plus couronnée du FC Sankt Pauli.
Aux côtés des sections football et rugby à XV, professionnelles, le club gère également un certain nombre de sections amateurs, dans les sports suivants :
- Arbitres
- Baby-foot
- Bowling
- Boxe
- Cyclisme (Fahrrad-Club St. Pauli)
- Échecs
- Football américain (St. Pauli Buccaneers)
- Handball
- Quilles
- Tennis de table
- Torball
- Triathlon
- "Abteilung Fördernde Mitglieder" (ou "département des membres de soutien", section non-sportive du club chargée de développer ses sections et son image)

Au total, le club compte, en juillet 2020, 30 400 membres, ce qui en fait l'un des 20 plus grands clubs sportifs d'Allemagne.